# Luis Somoza Debayle
Luis Anastasio Somoza Debayle (León, 18 de novembro de 1922 – Manágua, 13 de abril de 1967) era filho do ditador Anastasio Somoza García e Salvadora Somoza Debayle, foi presidente interino e então Presidente e ditador da Nicarágua entre 1957 a 1963, após o atentado contra seu pai em 21 de Setembro de 1956 e sua posterior morte no dia 29 do mesmo mês e ano. Seus irmãos eram Lillian (mais velha) e Anastasio Somoza Debayle (mais jovem).
Após o assassinato de seu pai, Luis foi empossado como presidente em exercício e foi eleito presidente em seu próprio direito no final daquele ano. Seu governo foi um pouco mais brando do que o de seu pai. No entanto, as liberdades civis permaneceram restritas e a corrupção continuou generalizada.
Seu irmão, Anastasio Somoza Debayle, chefiou a Guarda Nacional e foi o segundo homem mais poderoso do país durante o governo de seu irmão mais velho. Embora  Luis não quisesse concorrer à reeleição em 1963, Anastasio fez com que a presidência fosse realizada a partir de 1963 em diante por políticos leais ao Somozas. Como resultado, Luis permaneceu com o verdadeiro poder na Nicarágua, até sua morte em 1967 por um ataque cardíaco na idade de 45 anos em Manágua.
Durante a invasão da Baía dos Porcos, permitiu que os rebeldes cubanos treinados pela CIA embarcassem a partir de Puerto Cabezas, na costa caribenha da Nicarágua. Os sandinistas iniciariam sua luta contra o governo em 1963 - uma luta que iria derrubar o seu irmão em 1979.